# Port Louis (Distrikt)
Koordinaten: 20° 10′ S, 57° 31′ O
Port Louis ist ein Bezirk von Mauritius. Seine Bezirkshauptstadt ist das gleichnamige Port Louis, die Hauptstadt von Mauritius und die wichtigste Stadt des Bezirks. Auch aus diesem Grund befindet sich dort der größte Hafen von Mauritius.

## Gemeinden
Mauritius ist zu Verwaltungszwecken in Gemeinden („Village Council Areas“) (VCA) eingeteilt. Die folgende Tabelle nennt die VCA die (zumindest teilweise) im Distrikt Port Louis liegen. Die Grenzen der Distrikte sind nicht deckungsgleich mit denen der Gemeinden. Gemeinden sind daher teilweise zwei oder drei Distrikten zugeordnet. Im Distrikt Port Louis liegen sechs Stadtteile (Ward).
| Nr.  | Ortsname                 | Abgrenzung                   |
| ---- | ------------------------ | ---------------------------- |
| 1111 | Port Louis (Ward 1, Ost) | West im Distrikt Black River |
| 1112 | Port Louis (Ward 2)      | 0                            |
| 1113 | Port Louis (Ward 3)      | 0                            |
| 1114 | Port Louis (Ward 4)      | 0                            |
| 1115 | Port Louis (Ward 5)      | 0                            |
| 1116 | Port Louis (Ward 6)      | 0                            |